# Сал (аеропорт)
Міжнародний аеропорт імені Амілкара Кабрала (IATA: SID, ICAO: GVAC), також відомий як Міжнародний аеропорт Сал, — головний міжнародний аеропорт Кабо-Верде.
Розташований за два кілометри на південний захід від міста Ешпаргуш на острові Сал. Сал є головним центром національної авіакомпанії Cabo Verde Airlines і служить базою для перевізника Cabo Verde Express. Цей аеропорт також був одним із місць розташування об'єктів НАСА для обробки космічного шатла після повторного сходу з орбіти.

## Історія
Перший аеропорт на острові Сал був побудований у 1939 році Італією як пункт для дозаправки та поповнення провізії на маршрутах з Європи до Південної Америки. Перший рейс, що прибув з Риму та Севільї, відбувся 15 грудня 1939 року.
Внаслідок Другої світової війни участь Італії в проекті аеропорту припинилася. Після Другої світової війни португальський колоніальний уряд придбав аеропорт в Італії і до 1949 року аеропорт був повністю функціонуючим. У 1950 році почалося обслуговування DC-4 компанії Alitalia на маршруті Рим — Сал — Буенос-Айрес — Каракас. У 1961 році реактивне сполучення (DC-8) на маршруті зробило зупинку на Салі непотрібною, і міжнародне сполучення було призупинено.
Між 1960 і 1967 роками Сал був проміжною зупинкою Voo da amizade (Політ дружби), спеціального рейсу між Бразилією та Португалією. З 1960 по 1965 рік ним управляли Panair do Brasil, а з 1965 по 1967 рік — TAP-Transportes Aéreos Portugueses і Varig. Тільки громадяни Бразилії та Португалії або іноземці з постійним місцем проживання в Бразилії чи Португалії могли придбати квитки на ці рейси, які були надзвичайно популярні через низькі ціни. У цей час Кабо-Верде було португальською заморською провінцією, а отже, частиною території Португалії.
З 1963 по 1975 рік в аеропорту Сал був облаштований транзитний аеродром № 1 португальських ВПС (AT1, Aeródromo de Trânsito n.º 1). AT1 підтримував військове повітряне сполучення між європейською Португалією та португальськими африканськими провінціями, а також служив оперативною базою для морських патрульних літаків, які час від часу розгорталися в Кабо-Верде.
Починаючи з 1967 р.  Сал використовувався як зупинка для дозаправки South African Airways (SAA) для рейсів до та з Європи, оскільки більшість африканських країн відмовили SAA у правах на посадку через міжнародний бойкот апартеїду. До 1983 року SAA здійснювала 13 рейсів туди й назад між Салом і Йоганнесбургом, використовуючи острів як зупинку для своїх рейсів Boeing 747 до Нью-Йорка, Х'юстона, Лондона, Брюсселя та Амстердама. У середині 1980-х років на острів здійснювалися до 36 рейсів SAA на тиждень, але це число було різко скорочено після введення санкцій США у 1987 році До 1996 року лише один щотижневий рейс SAA зупинявся на Салі (рейс між Йоганнесбургом і Нью-Йорком). Пізніше Сал використовувався як зупинка для дозавправки на рейсах SAA до Атланти, починаючи з 2003 року. Останній рейс SAA до Атланти відбувся 1 липня 2006 року.
Наприкінці 1970-х Аерофлот використовував Сал для зупинки на своїх Іл-62 на рейсах з Москви та Будапешта в Дакар і Конакрі. Cubana також експлуатувала Іл-62 на маршруті Гавана — Сал — Луанда — Мапуту на початку 1980-х років і на маршруті Гавана — Сал — Бісау — Луанда наприкінці 1980-х.
У 1985 році TACV почав рейси до Бостона, використовуючи McDonnell Douglas DC-10, наданий LAM Mozambique Airlines. У Бостоні проживає найбільша громада Кабо-Верде в Сполучених Штатах. Відтоді рейси TACV до Бостона були перенесені в міжнародний аеропорт Праї. Інші міжнародні напрямки включали, зокрема, Амстердам, Лісабон, Люксембург, Мадрид, Париж і Порту. Внутрішні напрямки включають Сантьяго і Сан-Вісенте.
До вересня 2005 року це був єдиний аеропорт Кабо-Верде, який обслуговував міжнародні рейси.

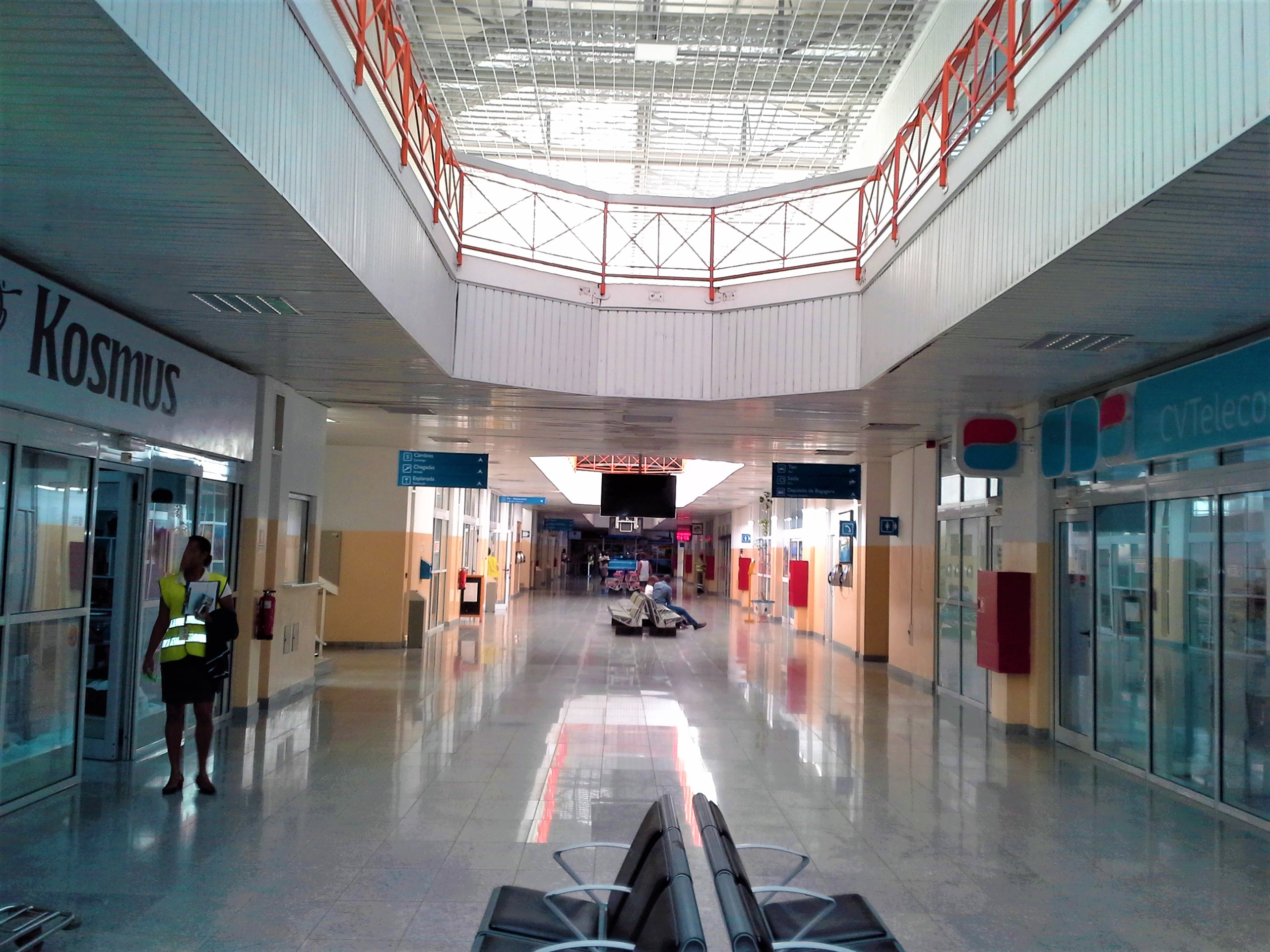
Термінал аеропорту Сал

З 2017 року Сал був зупинкою для дозаправки для рейсів авіакомпанії South Atlantic Air Bridge, який керується Air Tanker між Великою Британією та Фолклендськими островами, що проводяться двічі на тиждень. Це тимчасова домовленість, поки злітно-посадкова смуга на острові Вознесіння не буде відремонтована, що, як очікується, відбудеться у 2020 році

## Споруди та транспорт

### Термінал

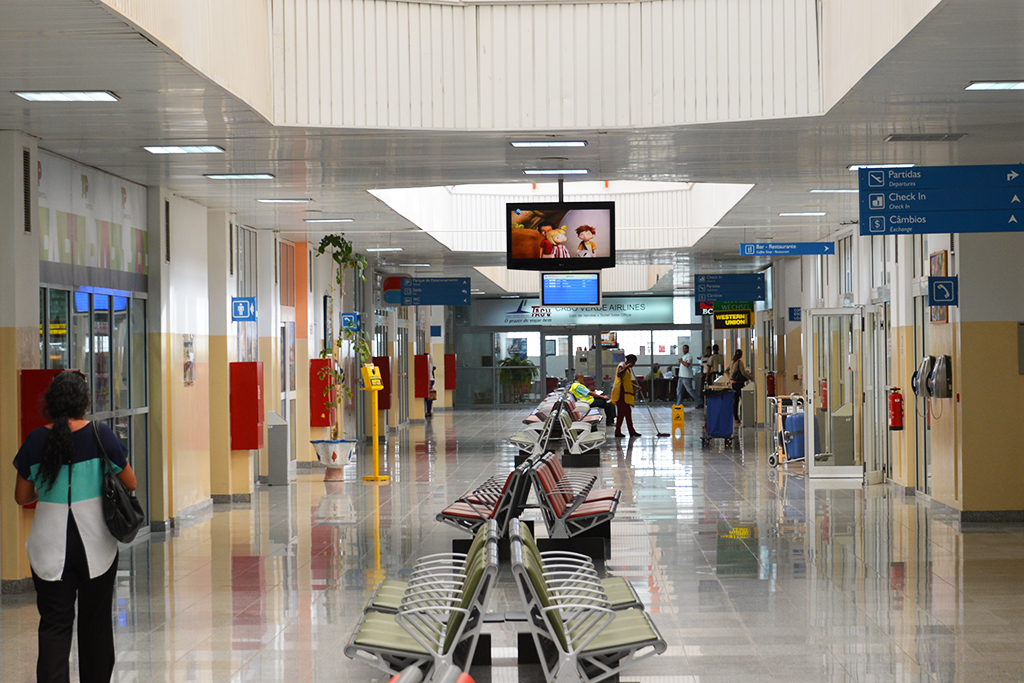
Всередині терміналу аеропорту Сал.

Аеропорт імені Амілкара Кабрала має один термінал. Це двоповерховий будинок із зонами реєстрації, очікування та прибуття, а також торговими, банківськими та пасажирськими службами. На другому поверсі розташовані офіси аеропорту та офіси авіакомпаній. Є чотири гейти, і автобуси використовуються для перевезення пасажирів до трапів повітряного судна.
Головний офіс Cabo Verde Express розташований у залі Concourse Hall. Два магазини безмитної торгівлі разом із закладами харчування, роздрібними кіосками та місцями для куріння на відкритому повітрі розташовані після сканування безпеки та паспортного контролю, поруч із шістьма виходами відправлення.

### Злітно-посадкові смуги
Головна злітно-посадкова смуга аеропорту маєдовжину 3272 м і є найдовшою у Кабо-Верде. Використовується для далеких перельотів. Вона також була однією зі смуг, призначених для аварійних посадок для американського шаттла. Друга злітно-посадкова смуга — 1500 м, використовувалася малими літаками. Зараз закрита для руху транспорту.

### Статистика
Див. джерело запитів Вікіданих та джерела.
| Рік      | Пасажири  | Операції | Вантаж (т) |
| -------- | --------- | -------- | ---------- |
| 2016     | 914 696   | 11 164   | 816.3      |
| 2017     | 1,092,789 | 12 479   | 617.7      |
| 2018 рік | 1,184,636 | 13 429   | 429.3      |
| 2019 рік | 1,192,828 | 14 576   | 443.3      |

## Доступ
Аеропорт розташований на західній стороні дороги, що з'єднує Ешпаргуш та Санта-Марію, головне туристичне місце острова. Громадського транспорту за розкладом немає; доступні таксі, загальні автомобілі, відомі як «aluguer», та автомобілі напрокат.